# Người Thái tại Hồng Kông

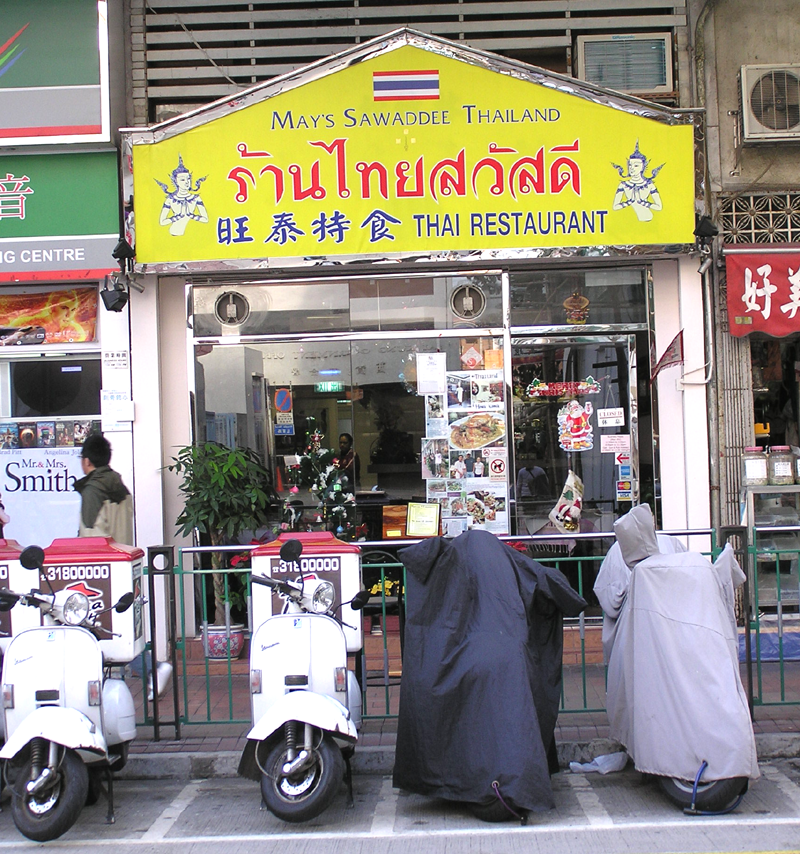
Một nhà hàng thuộc sở hữu của người Thái ở Tây Cống

Người Thái tại Hồng Kông là một cộng đồng thiểu số đáng kể, ước khoảng 13.000 người, phần lớn là phụ nữ. Phần lớn họ là dân nhập cư để làm người giúp việc nhà, ngoài ra họ cũng làm các nghề khác như lao công quét dọn, bồi bàn và nhân viên ngân hàng. Lương tối thiểu của người giúp việc nhà là người nước ngoài tại Hồng Kông là 3270 dollar Hồng Kông (năm 2005), được chỉnh xuống từ mức HKD3.670; do chủ nhà phải nộp thuế nhưng Bộ Lao động Thái Lan báo cáo trong năm 2005 cho rằng những ông chủ Hồng Kông buộc người làm trả khoản thuế này. Một thiểu số người Thái ở Hồng Kông là doanh nhân hay nhà đầu tư. Một tỷ lệ đầu tư ra nước ngoài ở các nền kinh tế mới công nghiệp hóa của Thái Lan là đổ vào Hồng Kông, mức đầu tư này lên đến đỉnh điểm vào năm 1996 và đã giảm sút trong đợt khủng hoảng tài chính Đông Á năm 1997.